# Monterrey (kommun i Colombia, Casanare, lat 4,82, long -72,88)
Monterrey är en kommun i Colombia.   Den ligger i departementet Casanare, i den centrala delen av landet, 140 km öster om huvudstaden Bogotá. Antalet invånare är 12 751. Arean är 879 kvadratkilometer.
Terrängen i Monterrey är varierad.